# Dunkehalla

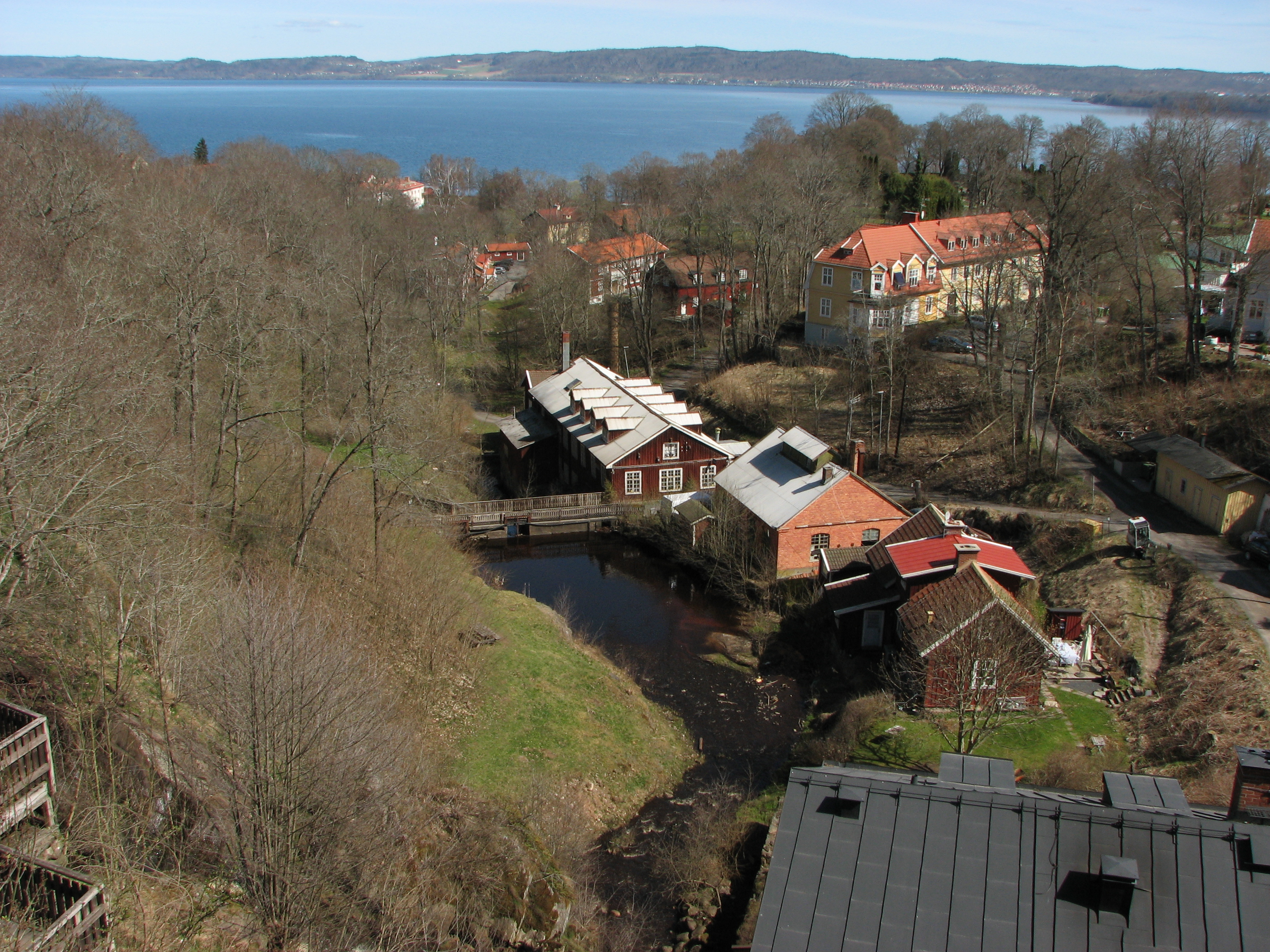
Nedersta delen av Dunkehallaravinen, sedd från Hallmansvägen

Dunkehalla är en stadsdel vid nedre delen av Dunkehallaån i Jönköping, i den nordvästra delen av Jönköpings kommun. Dunkehalla gränsar i norr till Bymarken, som fram till slutet av 1800-talet var en allmänning, som användes som betesmark för kreaturen i staden.
Den industriella utvecklingen i Jönköping började i Dunkehallaområdet, med utnyttjande av Dunkehallaåns fallhöjd för kvarndrift sedan medeltiden. Längs åns sista kilometer finns ett tiotal fall med en sammanlagd fallhöjd av 90 meter. Området införlivades med den närbelägna nygrundade staden Jönköping på 1200-talet. Kvarnverksamheten i Dunka kvarn är skriftligt belagd från 1391. Jönköpings kloster ägde mjölkvarnen Munkakvarn vid ån, vilken senare donerades till stadens hospital av Johan III. 
Kronan anlade 1641 en borr- och slipkvarn för den under tidigt 1600-tal grundade vapentillverkningen i Jönköping, samt ett vantmakeri med klädsstamp för militärt ylletyg, ovanför nuvarande Hallmansvägen. Senare har vattenkraften utnyttjas för flera olika industriella ändamål, men framför allt under 1800-talet för privata större kvarnar i Jakobsdal och Storkvarn vid det största fallet vid nuvarande Hallmansvägen. 
Ursprunget till den 1918 grundade Svenska Fläktfabriken var en smedja vid Hospitalskvarn vid Dunkehallaån 1918.
Idag finns strax söder om Hallmansvägen från Storkvarn det herrgårdsliknande bostadshuset Jakobsdal och kvarnbyggnaden i sten i två våningar. Strax nedströms ligger Stallkvarn i trä, där också den 1889 grundade AB J.G. Ljungbergs metallfabrik varit inhyst. 
Av bebyggelsen med arbetarbostäder återstår idag bara några få trähus.
Delar av Dunkehallaravinen, som är en del av stadsdelen, och som under många år varit tänkt för nybyggen i området, har efter undersökningar 2023-2024 visat sig vara stark förorenade av olika miljögifter. 

## Bildgalleri

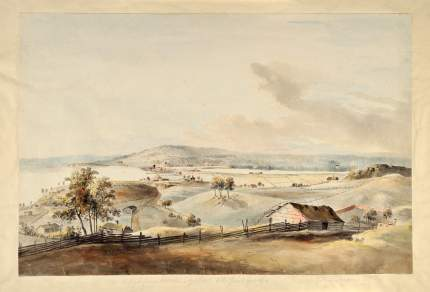
Jönköping, sett från Dunkehalla, på 1790-talet.  Akvarell av Jonas Carl Linnerhielm.